# Luis Favre
Luis Favre (Buenos Aires, 1949) es el seudónimo de Felipe Belisario Wermus, un publicista y político argentino-brasileño.

## Biografía
Hijo de Isaac Wermus, militante peronista. Es hermano menor del político Jorge Altamira (José Saúl Wermus, 1942) y del periodista y analista económico Ismael Bermúdez (Natalio Ismael Wermus, 1944).
Nunca llegó a terminar la escuela secundaria porque fue expulsado por dirigir una huelga. En ese momento, era militante del grupo trotskista Política Obrera (hoy Partido Obrero).
Favre vivió en Buenos Aires hasta los veinte años y se dedicó principalmente a la política. Fue detenido en ocho ocasiones. A punto de ser sentenciado a más de un año de cárcel, huyó de Argentina en barco y luego se trasladó a Francia, estableciéndose en París, donde trabajó en una facción gráfica de la Cuarta Internacional. Emergió de las filas de la organización y se eligió finalmente a la dirección, llegando a ser responsable de los grupos de América Latina y el supervisor de la sección brasileña.
Para seguir más de cerca de los 1500 trotskistas brasileños, Favre se trasladó a São Paulo en 1985 con su segunda esposa, la estadounidense Alexandra, con quien tuvo dos hijos, Tristan y Fabrice.
En la segunda mitad de la década de 1980, comenzó a criticar la tendencia de Pierre Lambert en la Cuarta Internacional. Favre; luego pasó al Partido de los Trabajadores, liderado por Luiz Inácio Lula da Silva.
En 1986, se convirtió en un asesor de la Secretaría Nacional de Relaciones Internacionales del Partido de los Trabajadores, sirviendo a diversos eventos internacionales como el representante oficial del partido.
Ha apoyado las candidaturas de Luiz Inácio Lula da Silva y Dilma Rousseff en Brasil, así como la del presidente Ollanta Humala en el Perú.
Asesoró la campaña por el "NO" contra la revocatoria de Susana Villarán burgomaestre de la Municipalidad Metropolitana de Lima. En dicha contienda electoral capitalina el "NO" se impuso, sin embargo los concejales de la alcaldesa fueron revocados en su mayoría.
Fue asesor de campaña del candidato a la presidencia del Perú César Acuña en las elecciones del 2016, 
Se casó por primera vez con la francesa Marie-Ange, con la que tuvo un hijo: Flavio. Luego del matrimonio adquirió la nacionalidad francesa.
Se separó y se mudó a São Paulo en 1985, junto a su segunda esposa, Alexandra, con quien tuvo dos hijos: Tristán y Fabrice. Una vez separado de Alexandra comenzó una relación con Marilia Furtado de Andrade, heredera de la empresa constructora Andrade Gutiérrez. En 1992, tras la trágica muerte de una hija de Marilia, la pareja se mudó a París. Luego se separaron y Felipe Wermus se casó con la francesa Sophie Magnone, con la que tuvo un hijo: Lucas.
El 20 de septiembre de 2003 se casó con Marta Teresa Smith de Vasconcelos Suplicy, exalcaldesa de São Paulo, exministra de Turismo del Brasil y ministra de Cultura (2012-2014); se separaron en 2009.